# Harpalus ellipsis
Harpalus ellipsis är en skalbaggsart som beskrevs av Leconte. Harpalus ellipsis ingår i släktet Harpalus och familjen jordlöpare. Inga underarter finns listade i Catalogue of Life.